# Heitersheim
Heitersheim là một thị xã thuộc huyện Breisgau-Hochschwarzwald, Baden-Württemberg miền nam Đức. Heitersheim nằm ở Markgräflerland phía nam Baden. Đô thị này gồm khu cổ trung tâm Heiterscheim và khu mới hơn Gallenweiler. Heitersheim có diện tích 11,71 km², dân số thời điểm 31 tháng 12 năm 2020 là 6437 người.